# مشروع جينوم النيادرتال

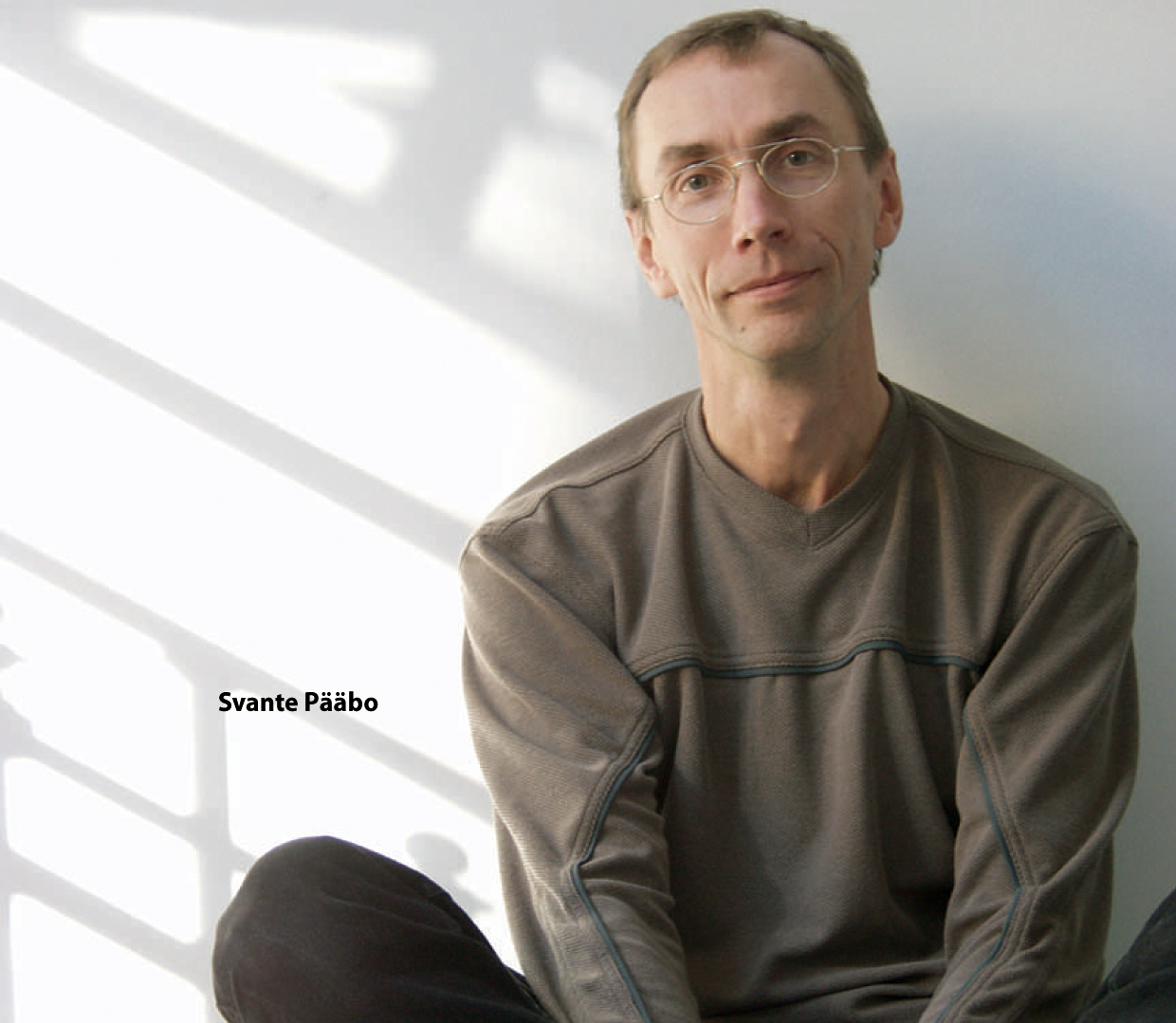
سفانتي بابو ، مدير قسم علم الوراثة في معهد ماكس بلانك للأنثروبولوجيا التطورية ورئيس مشروع جينوم الإنسان البدائي.

مشروع جينوم الإنسان البدائي أو إنسان النيادرتال هو جهد لمجموعة من العلماء لتسلسل جينوم الإنسان البدائي، الذي تأسس في يوليو 2006.
تم إطلاقها من قبل علوم حياة 454 ، وهي شركة للتكنولوجيا الحيوية مقرها في برانفورد، كونيتيكت في الولايات المتحدة ويتم تنسيقها من قبل معهد ماكس بلانك للأنثروبولوجيا التطورية في ألمانيا. في مايو 2010 ، نشر المشروع مسودته الأولية لجينوم إنسان نياندرتال (Vi33.16 ، Vi33.25 ، Vi33.26) بناءً على تحليل أربعة مليارات زوج أساسي من الحمض النووي لإنسان نياندرتال. حددت الدراسة أن مزيجًا من الجينات حدث بين إنسان نياندرتال والإنسان الحديث تشريحًا وقدمت أدلة على أن عناصر جينومهم لا تزال موجودة في البشر المعاصرين خارج إفريقيا.
في ديسمبر 2013 ، تم الإبلاغ عن جينوم عالي التغطية لإنسان نياندرتال للمرة الأولى. تم استخراج الحمض النووي من جزء من إصبع القدم من باحثة نياندرتال أطلقوا عليها اسم "Altai Neandertal". تم العثور عليها في كهف دينيسوفا في جبال ألتاي في سيبيريا ويقدر عمرها بـ 50000 عام.

## روابط خارجية
- "موقع مشروع جينوم النياندرتال"
- مشروع جينوم النيادرتال على الإذاعة الوطنية العامة
- يُظهر نموذج الخوارزمية الجينية أن البشر المعاصرين قد تفوقوا على إنسان نياندرتال " ملخص قصير لورقة مراجعة الأقران لعام 2008
- "آخر إنسان نياندرتال" نسخة محفوظة 18 سبتمبر 2008 على موقع واي باك مشين. ناشيونال جيوغرافيك ، أكتوبر 2008
- MSNBC "إطلاق مشروع جينوم الإنسان البدائي" 22 نوفمبر 2006.
- بي بي سي نيوز بول رينكون ، "فك أسرار الحمض النووي لإنسان نياندرتال" 15 نوفمبر 2006
- "مرحبًا بكم في علم جينوم الإنسان البدائي" 17 نوفمبر 2006
- "تسلسل جينوم الإنسان البدائي يحقق نتائج مفاجئة ويفتح بابًا جديدًا للدراسات المستقبلية" نسخة محفوظة 10 مارس 2009 على موقع واي باك مشين. 15 تشرين الثاني (نوفمبر) 2006